# مخمل‌ماهی خارزنبوری
مخمل‌ماهی خارزنبوری (نام علمی: Acanthosphex leurynnis) نام یک گونه از تیره مخمل‌ماهی است.